# مارتن هولم
مارتن هولم (بالسويدية: Martin Holm)‏ هو ملاكم تايلندي سويدي، ولد في 27 نوفمبر 1976 في ستوكهولم في السويد، وتوفي في 24 يونيو 2009 بسبب شنق.